# 羅氏假鰓鱂
羅氏假鰓鱂，為輻鰭魚綱鯉齒目鰕鱂亞目鰕鱂科的其中一種，為熱帶淡水魚，被IUCN列為瀕危保育類動物，分布於非洲尚比亞卢阿普拉河流域，體長可達4.5公分，棲息在植被生長的溪流、溝渠、沼澤淺水域，生活習性不明。

## 擴展閱讀
維基物種上的相關：羅氏假鰓鱂